# Юзеф Потоцький (белзький староста)
Юзеф Феліціян Потоцький (пол. Józef Felician Potocki; пом. 1723) — польський шляхтич гербу Срібна Пилява, військовий і державний діяч Речі Посполитої. Фундатор монастиря оо. василіян у Белзі.

## Біографія

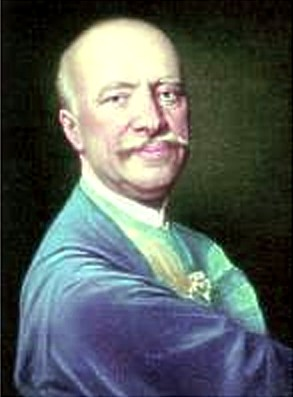
Син — Францішек Салезій Потоцький

Другий син Фелікса Казімежа Потоцького.
Під час кампанії 1698 його корогва обороняла від татар Загайці поблизу Підгайців. Із серпня 1702 року — белзький староста (29 лютого 1720 відступив сину). Під час Вальної ради у Варшаві 1710 як белзький посол мав виступ, разом з іншими виступав за лімітування Ради до моменту звільнення з московського поплону Міхала Сервація Вишневецького. Під Винниками війська прихильників Саса (Веттіна) після зайняття ними Замостя в грудні 1715 розбили його відділ.
Мав свою головну резиденцію в Кристинополі. Тут в 1717 році почав будувати мурований костел Святого Духа (до того дерев'яний, закладений його батьком Феліксом). Під час Тарногрудської конфедерації маєтки у Белзькому воєводстві були значно знищені.
3 квітня 1716 р. разом із військом брата Міхала Потоцького захопили Львів, ув'язнили коронного гетьмана Адама Миколая Сєнявського.
Посади: стражник великий коронний з 23 лютого 1720, белзький та ропчицький староста.
Помер в 1723 р., був похований, як і батько, у костелі Святого Духа у Кристинополі.

### Сім'я
Був одружений з львівською старостянкою Теофілею Тересою Цетнер (пом. 1741; батько — полковник, львівський староста Ян Цетнер), з якою мав доньку Антоніну — одружену з волинським воєводою Северином Юзефом Жевуським, сина Францішека Салезія Потоцького. Дружина привнесла як посаг маєтність — містечко Губків.